# El Yadekh
El Yadekh est un patrouilleur de la marine algérienne de la classe Kebir.
El Yadekh a été mis en chantier en juin 1981 au chantier naval Brooke Marine situé à Lowestoft. Lancé en 1982, il est affecté a la Marine algérienne depuis septembre 1982. 